# Bellasi
A Bellasi foi uma construtora de Fórmula 1 da Itália (sediada em Novara) que correu defendendo a Suíça em 6 grandes prêmios entre 1970 e 1971, mas largou em apenas 2, com Silvio Moser ao volante.